# Kólpos Petalión
Kólpos Petalión är en vik i Grekland. Den ligger i den sydöstra delen av landet, 30 km öster om huvudstaden Aten.